# شهرستان کوشچژنا
شهرستان کوشچژنا (به لاتین: Kościerzyna County) یک شهرستان در لهستان است که در استان پومرانی واقع شده‌است.

## خصوصیات
شهرستان کوشچژنا ۱٬۱۶۵٫۸۵ کیلومترمربع مساحت و ۶۶٬۷۷۸ نفر جمعیت دارد.